# Coccus ophiorrhizae
Coccus ophiorrhizae är en insektsart som först beskrevs av Green 1896.  Coccus ophiorrhizae ingår i släktet Coccus och familjen skålsköldlöss. Inga underarter finns listade i Catalogue of Life.